# 생활 수준
생활 수준(生活水準)이란 생활의 내용이나 정도를 의미하며, 개인이나 가정 및 지역사회 전체를 통한 인간들의 현실적인 생활상태를 표시해 주는 것이다.
오늘날의 생활은 각자의 소득 이외에도 기후 및 풍토 등의 자연조건이나 역사적인 생활관습, 또는 정치적·문화적 및 경제적 사회환경이나 또는 인간의 생활의식 및 생활태도 등에 절대적으로 의존하고 있다는 사실은 언급할 필요조차 없다. 따라서 생활 수준이나 그 내용이 구체적으로 문제가 될 경우에는 상기한 바와 같은 자연적·사회적·경제적 요인의 모든 것을 충분히 갖춘 어떤 지표를 설정해야 한다. 예컨대, 한 나라에 있어서의 생활 수준의 시간적 성장이나 그 국제적 고저비교 등이 논의되어야 한다.
그러나 이러한 것은 결과적으로 우리들의 생활에 미치는 영향력이 상당히 중요함에도 불구하고, 좀처럼 예측할 수 없는 것이 있는가 하면, 또한 양적 파악이 처음부터 곤란한 것이 많기 때문에 필연적으로 계량 가능한 범위내의 영향력에 한정될 수밖에 없다. 또한, 경제생활이 우리 생활 전 영역에서 점유하고 있는 비중이 최근 점차로 커져 가고, 경제적 요인, 예컨대 생활력 상승이나 소득증가가 우리들 생활에 끼치는 효과는 보다 직접적이기 때문에 물적 복지의 정도를 표시하는 경제생활의 내용이 소득에 의한 구매력의 대소, 즉 소득 수준이나 실질적인 소비지출의 내용이나 그 지출의 대소를 나타내는 소비 수준과 동일시되게 되었다.
오늘날 생활 수준을 구체적으로 측정하는 방법으로서 1인당 실질소득 및 소비 수준을 활용하고 있는 것은 상기한 바와 같다. 또한, 국민소득이나 그 소득의 구성요소는 어느 기간에 걸친 새로운 순생산으로 산출되며, 또한 그 생산에 공헌하는 바에 따라서 분배되고 나아가서는 소비지출의 원천이 된다고 하는 의미에서 생산·분배·소비의 경제활동 전 영역에 걸친 집계량이라고 할 수 있다. 그러므로 생활 수준을 여기에서는 완전한 경제학적 개념으로 바꾸어 고찰할 수 있다.
콜린 클라크(C.G.Clark)는 『경제 진보의 제조건』(1940년 초판)이라는 저서에서 각국의 소득 수준을 계측하여 생활 수준의 국제적 비교를 시도한 대표적인 학자로서, 그에 의하면 소득 수준은 1인당(또는 1세대당) 화폐소득을 소비자 물가지수나 생계비지수로 나눈 1인당(또는 1세대당) 실질소득을 의미한다. 또한, 소비 수준은 소득 수준의 산출 방법에 따라서 그와 똑같은 절차에 의하여 산출된 1인당(또는 1세대당) 실질소비지출을 의미한다. 이것들은 어느 것이나 1인당(1세대당) 평균 효용 수준을 표시한다. 이런 의미에서 생활 수준이나 소비 수준에 있어서 국제적으로 혹은 상이한 시점간의 차이가 있을 경우는, 어떤 원인에 의한 것인가를 문제시 하지 않을 수 없다. 그 문제를 해결하려면 원인에까지 소급하지 않으면 안 될 것이다.
즉, 생산력의 차이가 직접적인 형태로서 생활 수준의 차이와 결부된다고 하겠고, 자본 축적 수준이나 투자효율 그리고 산업구성의 정도 여하가 직접·간접으로 영향을 끼치게 된다. 여기에서 생산력과 생활 수준이 직접 결합하는 사실이 중요하다. 공업화가 진전되고, 자본과 노동인구가 제2차·제3차 산업이라는 높은 차원의 산업으로 이동하거나 집중하는 것은 그만큼 소득생산력을 높이는 동시에 고용 노동의 인구부양력을 높이는 결과가 되므로 생활 수준이나 소비 수준을 그만큼 향상시키는 것은 말할 나위도 없다. 그러므로, 1인당 소득 수준이 곧 한 나라 평균생산력을 나타내는 지표로 간주된다.
의식적이건, 무의식적이건 관계없이 이제까지의 (노동의)생산력과 생산 수준·소비 수준과의 관계를 직접적으로 취급한 것으로는 실질임금·식료임금·실질가격 등이 있다. 이것은 모두가 임금소득의 실질구매력을 문제로 삼는 점에서 노동계층의 생활이나 물적 소비의 내용을 더욱 자세히 밝혀준다고 할 수 있다.
예를 들면 크라비스(I.B.Kravis)가 계측한 제2차 대전 전(1936∼1938)과 1949, 1950년의 식료임금을 보면 각국의 시간당 실질임금과 52품목에 달하는 식료품 가격으로부터 1품목당 소요 구입시간을 계산하고, 이에 덧붙여 미국 및 각국의 소비 패턴에 따른 연구입(延購入) 소요시간을 구한다. 그것을 기하평균(幾何平均)한 대미국(對美國) 비율을 식료임금비율로 표시한 바 있다.
또 포라스티에(John Fourasti )의 재화 및 서비스의 실질가격은 시간당 급여 임금을 놓고 1인 노동자가 어떤 상품이나 서비스의 가격만큼 필요한 구매화폐(購買貨幣)를 얻기 위해서 노동해야 되는 노동시간수를 의미한다. 설탕 1kg, 밀 1퀸틀(quintal), 전력 1킬로와트, 라디오·영화관 입장료, 이발의 실질 요금(단위는 시간)이 계산되었다. 식료임금이나 실질가격이 일시적인 물가변동에 의한 소비생활의 영향을 제외하고 고생산력, 고임금 및 고식료 임금비율, 저실질가격 등 일련의 관계를 단적으로 표시하고 있는 점에 특징이 있다.
상술한 생활 수준·소비 수준의 지표는 통계기술적인 난점이나 생활양식, 소비구조의 특질을 총체적으로 고려한 것은 아니다. 이런 뜻에서 볼 때 이것은 어디까지나 근사치를 나타낸 지표일 수밖에 없다. 더구나 국민소득에 의한 화폐소득적 측정은 그 조작이 용이하지만 평면성을 면할 수 없으므로 여기에는 물적·비화폐적 단위의 측정에 의한 보완을 필요로 한다. 국민소득 통계가 불비한 경우에는 물적 단위에 따를 수밖에 없고, 디플레이터를 적용할 필요가 없으므로 계측은 명확하다.
베네트(M. K. Bennett)는 소비 수준의 주요한 요소에 대해서 소비용 상품과 서비스·공업화·기후 등의 표시를 기준으로 해서 다음 19가지 지표를 선정하고 그것들의 가중치를 붙여 합산한 대 미국 비율로 나타낸 바 있다.
1. 곡물과 감자류 이외에 식료에서 섭취한 칼로리의 총칼로리에 대한 비율,
2. 체중 100파운드당 식료 1일 구입량,
3. 1인당 연초 소비량,
4. 유아사망률의 역수,
5. 인구 1,000명당 의사의 수,
6. 1인당 목재 소비량,
7. 인구 1,000명당 시멘트 소비량,
8. 주택·공공 건축, 비산업 건물의 1인당 에너지 소비량,
9. 1인당 섬유 소비량,
10. 학령(學齡) 인구와 통학인구의 비율, 소비량,
11. 1인당 우편수,
12. 인구 100만명 당 영화

## 생활 수준의 지역차
예부터 인간의 수가 많다는 것은 발전의 결과이며, 또한 발전의 원인이라고 말한다. 확실히 어느 지역에 많은 사람들이 존재하는 것은 그곳의 생활내용이 풍부하고 생활 수준이 높은 까닭에 보다 더 많은 인구를 사회적으로 흡수하고 또한 다량의 자연증가를 초래한 결과라고 말할 수 있다. 이리하여 도시 인구집중화 경향은 무엇보다도 생활 수준의 지역차를 말해 주는 기본적인 현상인 것이다.
동시에 도시와 비도시인 농어촌 사이에서 볼 수 있는 지역차는 주로 경제력의 상위가 기본적이고 산업상의 배경이 다르기 때문에 생산력의 차를 발생케 하며 여기서 나온 소득격차를 통하여 생활 수준의 지역차가 반사적으로 가중되는 경우가 많다. 오늘날 도시의 비중이 증대한 원인은 무엇보다도 공업이나 서비스 관계의 제2차, 제3차 산업의 비중이 높기 때문이다. 제2차 산업부문과 제3차 산업부문과의 상호연관적인 발전은 각기 그 부문의 취업수를 증가시켜 도시에 있어서 인구증가를 촉진한다. 이에 비하여 제1차 산업의 비중이 큰 농촌에서 그만큼 비교생산성이 낮고, 소득도 낮아 오히려 도시에 대한 노동력 공급원으로 되어 버렸다.
이상과 같이 생활 수준의 지역차는 도시인구의 증가 추세의 상위(相違)와 밀접한 관계가 있다. 파이(L.W.Pye) 교수는 "도시화는 현대 국민국가 발전에 있어서 하나의 결정적인 과정이다. 역사적으로 보아도 모든 선진 종합문명은 도시에서 발생하였으며, 현대에 와서 도시생활은 근대화와 경제발전에 관련된 각종 활동과정의 다이내믹한 기초가 된다"고 말하고 있으며, 1966년 4월 일본에서 개최된 국제 도시학자 심포지엄에서는 세계의 도시화는 결국 농촌인구 5%, 도시인구 95%선까지 진행하리라는 점에 의견이 일치되고 있어 도시화의 세계적 조류를 실감케 하고 있다.
한국에 있어서 도시화가 본격적으로 진행되기 시작한 것은 해방 이후부터라 하겠는데, 해방 후 국세조사에서 나타난 인구동태를 보면, 다음과 같다.
1949년 제1회 센서스 이후 1966년에 이르는 17년간에 총인구는 약 900만 명이 증가했는데 시 지역에서는 총증가 인구의 약 70%인 6,320만 명이 증가했고, 1985년 10월에 실시한 인구 센서스에 의하면 1975년 센서스 때보다 총인구가 16.5%(인구 순증가 574만) 늘어난 데 비하여, 도시인구는 57.5%나 늘어나 도시와 농촌의 인구 구성비는 65.4：34.6이 되어 도시의 비중이 절반을 넘어서게 되었다.
생활 수준은 그 지역의 산업구조상의 차이, 즉 경제력의 차이도 어느 정도 반영하고 있으므로 도시와 농촌은 당연히 지역차가 많으며 다같이 도시라고 불리는 곳일지라도 성장 도시와 저성장 도시와는 그 입지조건 여하에 따라 소비생활의 동태와 내용, 또는 생활의식이나 생활환경 조건에도 상당한 차이를 보여 준다.

## 같이 보기
- 지니 계수
- 인간 개발 지수
- 소득과 출산력
- 경제자유지수
- 생활임금
- 합계출산율
- Where-to-be-born 인덱스

## 참고 자료
- 이 문서에는 다음커뮤니케이션(현 카카오)에서 GFDL 또는 CC-SA 라이선스로 배포한 글로벌 세계대백과사전의 내용을 기초로 작성된 글이 포함되어 있습니다.